# Anders Kristiansen
Pour les articles homonymes, voir Kristiansen.
Anders Kristiansen, né le 17 mars 1990 à Stavanger, est un ancien footballeur norvégien. Il évoluait au poste de gardien de but.

## Palmarès
- Finaliste de la Coupe de Norvège en 2017 avec le Sarpsborg 08 FF